# Боровіна (Пулавський повіт)
Боровіна (пол. Borowina) — село в Польщі, у гміні Пулави Пулавського повіту Люблінського воєводства.
Населення — 78 осіб (2011).
У 1975-1998 роках село належало до Люблінського воєводства.

## Демографія
Демографічна структура станом на 31 березня 2011 року:
|          | Загалом | Допрацездатний вік | Працездатний вік | Постпрацездатний вік |
| -------- | ------- | ------------------ | ---------------- | -------------------- |
| Чоловіки | 41      | 5                  | 32               | 4                    |
| Жінки    | 37      | 4                  | 22               | 11                   |
| Разом    | 78      | 9                  | 54               | 15                   |